# Maurice Lusien
Maurice Lusien   (13è districte de París, 17 d'agost de 1926 - 9è districte, 10 de març de 2017) fou un nedador francès, especialista en braça i papallona, que va competir durant les dècades de 1940 i 1950.
El 1948 va prendre part en els Jocs Olímpics d'Estiu de Londres, on quedà eliminat en sèries en els 200 metres braça del programa de natació. Quatre anys més tard, als Jocs de Hèlsinki, fou setè en la 200 metres braça.
En el seu palmarès destaquen una medalla de plata al Campionat d'Europa de natació de 1950 i quatre d'or i una de plata als Jocs del Mediterrani de 1951, 1955 i 1959. A nivell nacional guanyà deu campionats francesos: un dels 100 metres braça (1958), set dels 200 metres braça (de 1947 a 1952 i 1959), i dos dels 200 metres papallona (1953 i 1954). Durant la seva carrera va establir el rècord del món dels 400 metres estils i del 4x100 metres estils.